# Химница
Химни́ца (бел. Хімніца) — деревня в составе Семукачского сельсовета Могилёвского района Могилёвской области Республики Беларусь.

## Население
- 1999 год — 23 человека
- 2010 год — 17 человек